# Société mère
« Maison mère » redirige ici. Pour le bâtiment religieux, voir Maison-mère.
Une société mère est une société qui possède une ou plusieurs filiales, c’est-à-dire qui détient plus de 50 % du capital d'autres sociétés. L'ensemble de ces sociétés constitue ce que l'on appelle un « groupe d'entreprises » ; « La notion de contrôle majoritaire permet de définir une société mère d'un groupe ». La multiplication de filiales n'empêche pas le phénomène global de concentration des entreprises, y compris dans les sociétés créées localement dans certains pays émergents note Kone (2006) qui cite ce phénomène « l'un des faits marquants de l'économie contemporaine ».
À titre d'exemple, Daimler AG est une société mère pour Mitsubishi Fuso dans la fabrication de camions ; Volkswagen l'est pour Seat dans l'industrie automobile ; BNP Paribas l'est pour BNL dans le secteur bancaire. Dans le secteur des télécommunications, Iliad est la société-mère de sa filiale Free. Alphabet est la société mère de Google.

## Histoire
Le concept de maison-mère ou société groupée, société à la chaîne, société centrale apparaît peu à peu avec la construction de l'économie capitaliste et se développe en particulier lors de la seconde partie du XIXe siècle. 
Les grandes sociétés passent alors d'une forme unitaire à organisation pyramidale (forme la plus fréquente au XIXe et début XXe siècle) à une forme en réseau pyramidal dite « multidivisionnelle », avec spécialisation de branches par fonction. Cette spécialisation était a priori favorable aux économies d'échelle et à la division interne du travail, sur les modèles développé par l'industrie manufacturière (fordisme notamment..). Il ne reste qu'à transformer les branches en sociétés autour d'un tronc qui est la société mère, tout en gérant convenablement l'allocation des ressources et les choix stratégiques, pour répondre au modèle favori des grandes sociétés de la fin du XXe siècle. En cas de crise les branches secondaires peuvent alors devenir des variables d'ajustement à sacrifier ou à vendre à des concurrents ou acheteurs prêts à prendre le risque de les développer. Selon A. Jacquemin, en 1970, cette forme multidivisionnelle était celle de « 54 des 100 plus grandes firmes françaises, 50 des 100 allemandes, et 57 des britanniques » l'avaient adopté, et déjà 80 % des grandes firmes américaines. Selon lui, cette structure est la plus fréquente dans les groupes prépondérants dans les secteurs qui « combinent la concentration et la décentralisation », qui recherchent d'importantes économies d'échelle, qui ont de gros besoins en capitaux, qui font de fortes dépenses en R&D et sont très actifs à l'international. Et citant Encaoua & Jacquemin (1982), il affirme qu'en l'absence de ce type de variable, si cette structure est adoptée, « une relation positive entre l'importance de cette présence et le degré de monopole est établie ».
La relation de dépendance de la société fille envers la société mère passe toujours et souvent de manière privilégiée par une « chaîne de détention d'une fraction, en général majoritaire, du capital reliant la société mère à la société fille ».
Créer des filiales permet alors de subdiviser les étapes d'une production ou d'une activité, de décliner une compétence (transport en commun par exemple) territorialement ou thématiquement, de limiter la concurrence en créant de nombreuses sociétés d'achat et de vente, étendre sa sphère géographique d'activité, de présence ou d'influence, ou plus rarement de protéger un secret industriel ou de fabrication en faisant produire des pièces par des acteurs qui ignorent leur finalité globale. Au moment des guerres mondiales, il pouvait aussi s'agir de préparer un système plus résilient en cas de disparition de la maison mère ou d'une filiale. Plus récemment, il s'agit souvent d'échapper à certains impôts en installant le siège de la société mère dans un paradis fiscal, etc. Dans certains pays un régime optionnel dérogatoire d'« intégration fiscale des filiales » permet à une société mère de payer l'impôt sur les sociétés pour toutes ses filiales. Certains économistes estiment qu'il est possible, au moins dans certains cas d'analytiquement montrer que du point de vue du « profit total » réalisé par le groupe, ce profit peut être « supérieur à la somme algébrique des profits individuels » ce qui fait dire à A. Jacquemin en 1989 « qu'il serait erroné de postuler que l'intérêt des sociétés contrôlées diffère de l'intérêt de la société-mère ou de celui du groupe ».
Il existe aussi des inconvénients comme une difficulté accrue de contrôle par la société mère, et des difficultés organisationnelles, par exemple en présence d'accords inter-firmes, une déterritorialisation des groupes devenant des multi-nationales.

## Responsabilités des sociétés-mères
(18 octobre 2017).
Des enjeux complexes, de nature à la fois économiques, juridiques, éthiques, environnementaux et sociaux, de responsabilité existent concernant les relations et responsabilités qui unissent les sociétés-mères à leurs filiales, en raison des effets directs et indirects que leurs activités peuvent avoir, et parce que le jeu des filiales ou de sociétés écrans peut parfois être utilisé pour cacher des opérations non éthiques que les actionnaires ne souhaitent pas, des opérations illégales, de la défiscalisation, du blanchiment d'argent, etc. 
Des enjeux importants de transparence, transversaux, existent aussi et de qualité de l'information consolidée des comptes d'un groupe (agrégeant, après élimination des doubles comptes tels que prêts entre deux sociétés, ventes internes au groupe de marchandises ou de services, etc., les comptes des filiales et participations aux comptes de la société-mère)...
Une société mère peut théoriquement être poursuivie pour atteinte à l'environnement ou non-respect de la loi causée par une filiale.
Dans le cadre de la mondialisation et de la tendance à la financiarisation et dématérialisation de l'économie, l'appréciation des responsabilités respectives de ces sociétés-mères et de leurs filiales peut être fortement compliquée par le jeu des fusions-acquisitions, l'utilisation de paradis fiscaux, de pavillons de complaisances. C'est particulièrement le cas pour les entreprises multinationales (dont les filiales opèrent dans des pays aux législations sociales et environnementales variées), qui risquent alors de perdre la confiance de certains actionnaires, fournisseurs ou clients.  
De plus, comme la société mère impose souvent ses conditions de production, de financement, d'échanges, etc., aux différentes filiales du groupe, ses intérêts peuvent être en contradictions avec deux de tout ou partie de ses sociétés-filles, ou éventuellement en contradiction avec la loi d'un pays où est situé le siège d'une société fille. Une société mère peut être un groupe coopératif, dans ce cas les stratégies sont plus négociées entre « mère » et « fille ».
La société mère a généralement la responsabilité de la direction, de l’administration et du contrôle, qui s'effectuent par l’intermédiaire d’une ou plusieurs personnes (administrateurs ou gérants) qu’elle a désignées. Elle prend habituellement les décisions stratégiques pour la société-fille, elle peut signer des accords-cadre internationaux ou plus rarement se limite à la gestion du capital, ou a pour seul objet le regroupement et la gestion de participations multiples dans des sociétés de métiers et activités variés : on parle alors plus spécifiquement de « holding ».
En France, dans le cadre de la prévention des risques pour la santé et la sécurité des travailleurs dans la chaîne de valeur, pour anticiper et éviter ou limiter les drames humains, une proposition de loi vise à clarifier le devoir de vigilance qu'ont les sociétés mères françaises ou présentes en France à l'égard des questions de responsabilité sociale et environnementale, notamment concernant l'utilisation de la sous-traitance est mise à l'étude en 2014, visant à protéger les droits fondamentaux « tout au long de la chaîne de valeur », notamment soutenu par Manuel Valls en 2014, et très attendue par de nombreuses ONG (Amnesty International France, CCFD-Terre solidaire, Sherpa, le Collectif Éthique sur l'étiquette, les Amis de la Terre, Forum Citoyen pour la RSE) et des syndicats (CFTC, CFE-CGC, CGT, CFDT, UNSA). Ce texte porteur de « deux ou trois sensibilités politiques différentes » selon Danielle Auroi vise à améliorer la justice sociale et environnementale et certains l'espéraient donc publié avant la COP 21, mais il a pris du retard suite une tentative de blocage par le rapporteur de la commission des lois Christophe-André Frassa (LR), lequel a déposé une motion préjudicielle (procédure juridique qui n'avait « pas été utilisée depuis plus de dix ans et ne l'a été qu'une seule fois depuis la Seconde Guerre mondiale »). Le sénateur a finalement retiré sa motion mais tout en déposant trois amendements visant à supprimer chacun des trois articles du texte.  
L'article 1 de ce projet de loi pose qu'au-delà de 5 000 salariés en France ou de plus de 10 000 salariés au niveau mondial, une société-mère aurait à publier et mettre en œuvre « un plan de vigilance raisonnable » listant des outils pour « identifier et prévenir la réalisation de risques d'atteintes aux droits de l'homme et aux libertés fondamentales, de dommages corporels ou environnementaux graves ou de risques sanitaires résultant des activités de la société et de celles des sociétés qu'elle contrôle, directement ou indirectement, ainsi que des activités de leurs sous-traitants ou fournisseurs avec lesquels elle entretient une relation commerciale établie ». Le projet de Loi propose une amende civile pouvant atteindre dans les cas graves dix millions d'euros (non déductible du résultat fiscal) et la publication, la diffusion ou l'affichage de sa décision ou d'un extrait de celle-ci. En 2015, alors que Christophe-André Frassa voit dans ce projet « un risque disproportionné pour l'attractivité de la France et de la compétitivité des entreprises françaises », le syndicat d'encadrement CFE-CGC estime que c'est au contraire « une avancée alliant exigence éthique et compétitivité » et aussi un moyen « sécuriser le cadre juridique à la fois pour les entreprises et pour les travailleurs (...) la compétitivité des entreprises françaises ne pourra pas se construire dans la durée si elle repose sur la moins-disance sociale ». L'UDI pense que « moraliser la mondialisation » devrait concerner toutes les entreprises dans le monde, pour ne pas « Est-ce à nos entreprises, seules (...) de porter la charge et la culpabilité ? » se demande la sénatrice UDI Anne-Catherine Loisier. 
La loi n°2017-399 est promulguée le 27 mars 2017, après avoir été partiellement censurée par le Conseil Constitutionnel (en particulier l'amende pouvant atteindre 10 millions d'euros a été supprimée) 
Des travaux similaires sont menés dans le cadre de l’OCDE, du G7, du G20, de l’ONU ou du Parlement Européen soulignent les syndicats. Selon CFE-CGC, la France n'est pas seule : « des législations sont en vigueur ou en préparation en Angleterre, Suisse ou en Autriche » soulignent plusieurs syndicats français le 21 octobre 2015 (CFTC, CFDT, CFE-CGC, CGT, UNSA)). La France doit aussi décliner deux directives européennes « aux fins notamment de promotion de l'innovation, de facilitation de l'accès des petites et moyennes entreprises aux marchés publics et d'une meilleure prise en compte, par les acheteurs publics, des objectifs sociaux et environnementaux », dans le cadre notamment de la « simplification de la vie des entreprises ».